# William Francis Butler

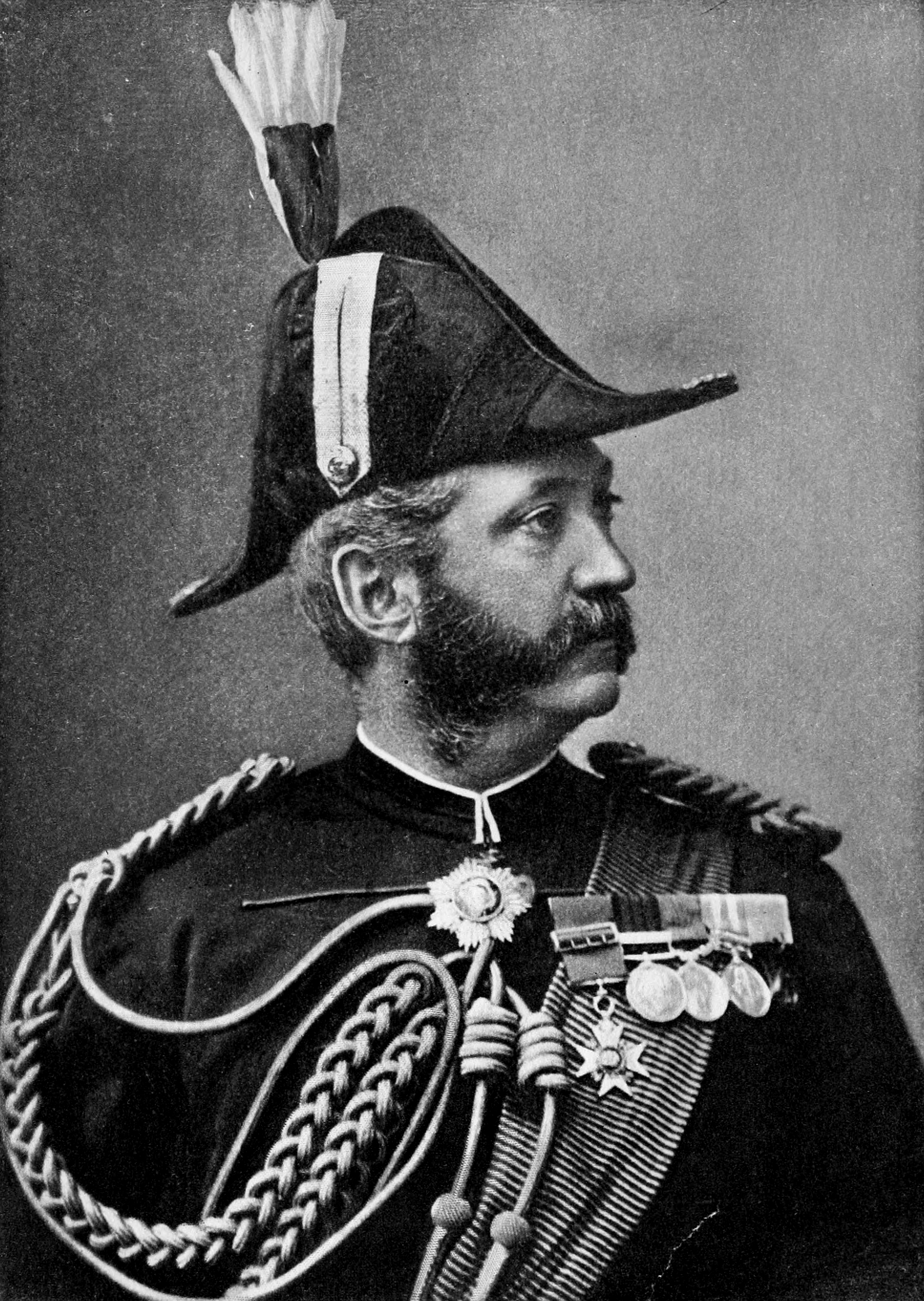
William Butler (1883)

Sir William Francis Butler GCB (* 31. Oktober 1838 in Golden, County Tipperary; † 7. Juni 1910 in Bansha, County Tipperary) war ein britischer Generalleutnant und Autor. Er kämpfte in verschiedenen britischen Kolonialkriegen (u. a. an der Goldküste und in Südafrika) und verfasste vielbeachtete Reiseberichte, Biographien und Werke der erzählenden Literatur. Butler war Mitglied der Royal Geographical Society.

## Leben

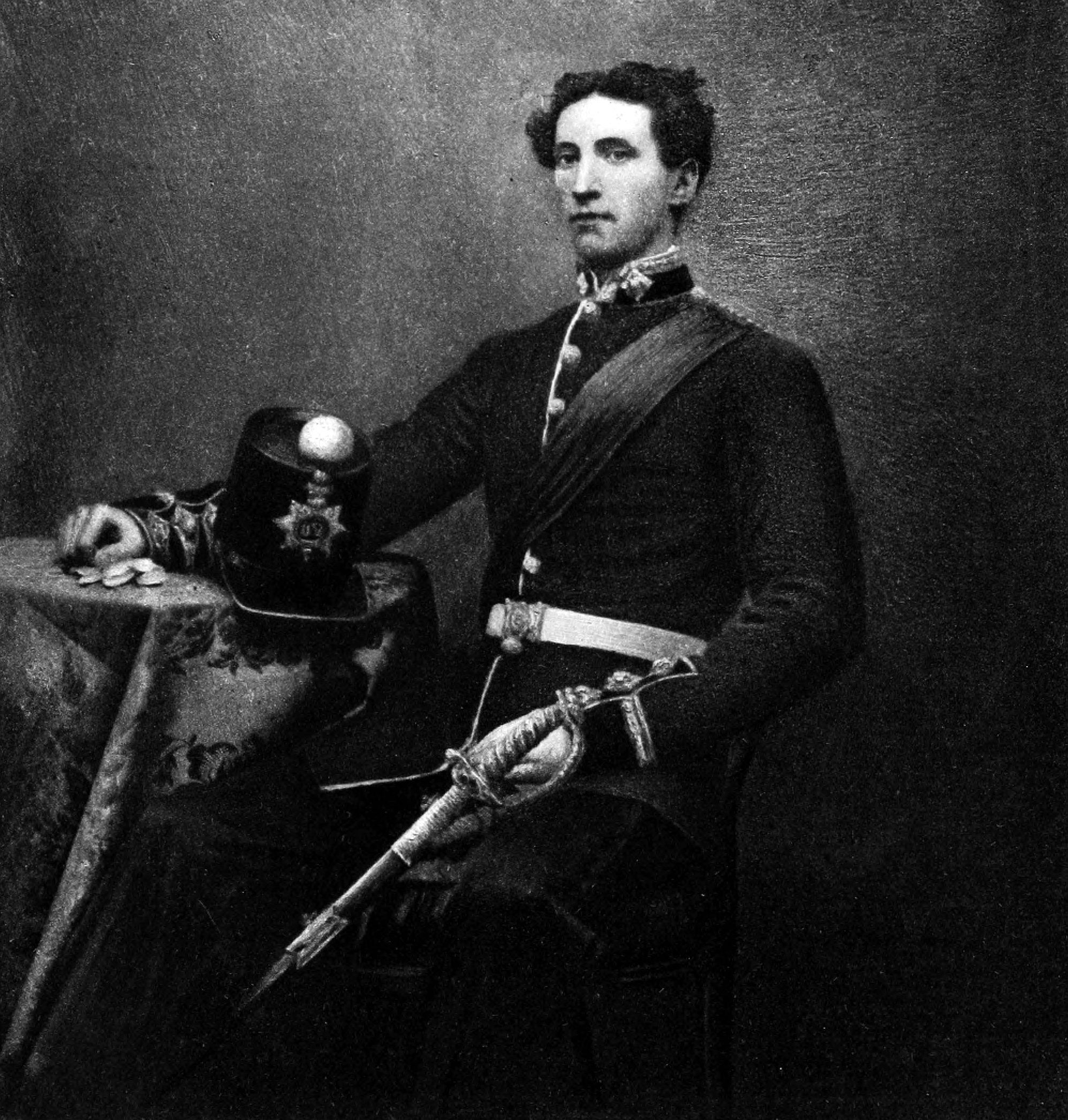
William Francis Butler als Ensign

William Butler entstammte einer verarmten Familie der irischen Gentry, die von Thomas Butler, 10. Earl of Ormonde, abstammt. Er war das siebte Kind von Richard Butler (1792–1870), Gutsherr von Suirville im County Tipperary, aus dessen Ehe mit Elinor Dillon. Zu Williams frühesten Kindheitserinnerungen gehörten die Große Hungersnot in Irland, die Vertreibungen und Daniel O’Connell. Da die Familie römisch-katholisch war, waren die Katholikenverfolgung, die Strafgesetze und die britische Regierung ständiges Thema. Diese Dinge hinterließen bei William einen bleibenden Eindruck. Seit 1847 besuchte er das Jesuitenkolleg in Tullabeg, King’s County, und danach Dr. James Quinn’s School in Dublin.

### Erste Jahre in der Armee
Am 17. September 1858 trat Butler als Ensign des 69. Regiments zu Fuß in die britische Armee ein. Er diente zwei Jahre lang im Depot in Fermoy. Üblicherweise wurden die Regimenter, in einem Rotationssystem, in den Kolonien eingesetzt, bei dem die Depotkompanien in der Heimat verblieben. Danach ging Butler nach Tonghoo in Burma, wo das Hauptquartier des Regiments stationiert war. Im Frühjahr 1862 wurde das Regiment nach Madras verlegt und 1863 nahm Butler zwei Monate Urlaub, um die Westküste Indiens von Kalkutta bis Kap Cormorin zu bereisen. In Vellore sorgte er dafür, dass für die 1806 dort getöteten Angehörigen seines Regiments ein Denkmal errichtet wurde. Am 17. November 1863 wurde er zum Lieutenant befördert.
Das Regiment kehrte im Frühjahr 1864 nach Hause zurück und Butler machte während der Rückreise zwei Tage auf St. Helena Station, zwei Tage „eingetaucht in Ruhm und Trauer“. Von seiner Garnison in Gosport wurde das Regiment 1865 nach Aldershot verlegt. Butler begann hier die Niederschrift seiner Regimentsgeschichte, die 1870 veröffentlicht wurde (A Narrative of the Historical Events connected with the 69th Regiment). Im Sommer 1866 ging Butler mit seinem Regiment auf die Kanalinseln, wo er Bekanntschaft mit Victor Hugo machte. Nach einem fünfmonatigen Zwischenaufenthalt in Curragh, Irland, schiffte sich das Regiment im August 1867 nach Kanada ein. Es wurde in Brantford, im Norden des Eriesees, stationiert. Butler erhielt im September drei Monate Urlaub, in denen er „the glorious prairies“ mit ihren Büffelherden bereiste.

### Kanada, Red River Expedition
Im Frühjahr 1868 löste er Lieutenant Redvers Buller als Wachoffizier an der Grenze ab und musste 1500 Meilen im Monat reisen, um die Posten zu besuchen. Im September 1869 erhielt er Heimaturlaub. Im März 1870 starb sein Vater und wurde in Killardry im County Tipperary beerdigt; seine Mutter war schon 1849 gestorben. Butler trat die Rückreise nach Kanada an, erfuhr aber, noch bevor er Irland verlassen hatte, dass Colonel Wolseley, den er schon zwei Jahre zuvor kennengelernt hatte, dabei war, eine Expedition zum Roten Fluss (Red River) zusammenzustellen. Dort war 1869 die Red River Rebellion der Métis, unter ihrem Führer Louis Riel, ausgebrochen. Er telegrafierte sofort „Remember Butler 69th regiment“. Es gab zwar in Wolseleys Stab keine freien Stellen mehr, als Butler Toronto erreichte, aber er erhielt eine unabhängige Mission zur Siedlung am Red River, um herauszufinden wie die Lage dort war.
Butler brach am 8. Juni auf, reiste durch die Vereinigten Staaten, den Red River hinab nach Winnipeg, traf Louis Riel und stieß am 4. August ungefähr auf der Hälfte ihrer vorgesehenen Marschroute auf die Expedition. Er begleitete sie nach Fort Garry, aus dem Riel geflohen war, und blieb auch nach dem Abzug der Expedition dort.
Am 24. Oktober brach er zu einer neuen Mission nach Saskatchewan auf, um über den Truppenbedarf, die Indianer und den Pelzhandel dort zu berichten. Er erreichte den nördlichen Saskatchewan in Carlton, folgte ihm bis zu seinem Ursprung in den Rocky Mountains und reiste dann den Fluss hinab, wo er am 20. Februar 1871 nach einer Winterreise von 2700 Meilen wieder Fort Garry erreichte. Über seine Reise verfasste er den Bericht The Great Lone Land, der 1872 erschien und es schon bis zum nächsten Jahr auf vier Auflagen brachte. Sein Bericht an den Vize-Gouverneur in Manitoba erschien im Anhang dieses Buches.
Seine Arbeit brachte ihm viel Lob, aber wenig substanzielle Anerkennung ein. Erst am 13. April 1872 erhielt Butler die Beförderung zum Captain und das Kommando über eine unabhängige Kompanie. Ein erfolgreicher Landverkauf ermöglichte ihm das Reisen. Er kehrte nach Kanada zurück, besuchte den Athabascasee und sammelte Material für sein nächstes Buch The Wild North Land, erschienen 1873. Ende August 1873 war er zurück in Ottawa und erfuhr, dass Sir Garnet Wolseley eine militärische Expedition gegen die Aschanti zusammenstellte. Er eilte zurück nach England und sandte wieder ein Telegramm voraus. Bei seiner Ankunft fand er Wolseleys Befehl vor, ihm nach Westafrika zu folgen.

### Aschanti-Krieg
Butler erreichte Cape Coast Castle am 22. Oktober 1873. Er wurde sofort nach Accra geschickt, um ins Landesinnere zu den westlichen Akim zu reisen, deren Krieger aufzubieten und die Aschanti-Armee an ihrem Rückzug über den Prah zu hindern. Diese Aufgabe stellte sich als undurchführbar heraus. Unter äußersten Schwierigkeiten brachte er die Akim dazu, in Richtung Kumasi vorzurücken, ostwärts der Hauptstoßrichtung. Ende Januar 1874 stand Butler mit 1400 Akim weniger als 20 Meilen vor Kumasi. Damit hatte er seine Aufgabe erfüllt. Wolseley berichtete in der London Gazette vom 7. März 1874: „He has effected a most important diversion in favour of the main body and has detained before him all the forces of one of the most powerful Ashanti chiefs.“
Butler hatte mehrere Fieberattacken und musste zwei Monate im Netley Hospital verbringen, bevor er nach England zurückreisen konnte. Er hatte zu den 35 Offizieren gehört die Wolseley für diesen Einsatz ausgewählt hatte und die später den sogenannten Ashanti-Ring bildeten (Die Gruppe erlangte durch gegenseitige Unterstützung einen bedeutenden Einfluss auf die viktorianische British Army und übernahm bis zum Ende des Jahrhunderts die führenden Positionen). Nach dem Aschanti-Einsatz wurde er 1874 zum Major befördert, als Companion des Order of the Bath (CB) ausgezeichnet und erhielt die Feldzugsmedaille mit einer Spange. Seinen Anteil am Aschanti-Feldzug beschrieb er in dem Bericht Akim-Foo: the History of a Failure, 1875.

### Südafrika I, Zulukrieg

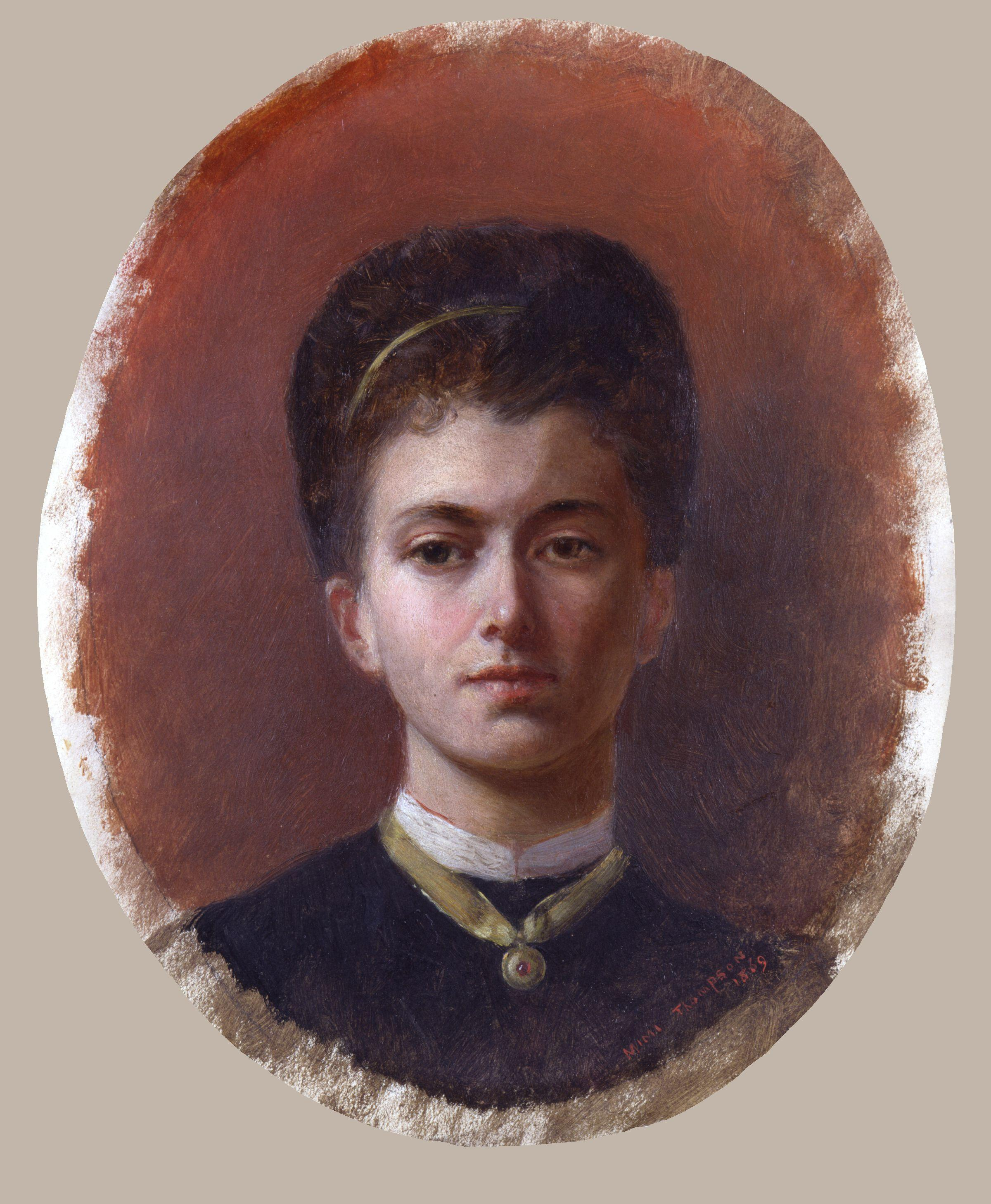
Elizabeth Southerden Thompson, Selbstporträt, 1869

Während er an diesem Buch schrieb und sich in Irland erholte, wurde er zu einem Spezialauftrag nach Natal gerufen. Sir Garnet Wolseley war dort im Februar 1875 vorübergehend Gouverneur geworden, um für Ruhe und Ordnung zu sorgen. Butler begleitet ihn und wurde zum Protector der indischen Immigranten ernannt mit Sitz in Rat und Versammlung. Er wurde auf eine Mission in den Oranje-Freistaat, nach Kimberley, und nach Basutoland geschickt, während der er die Bekanntschaft vieler Einwohner, Briten und Buren, machte. Er kehrte im Oktober nach England zurück und wurde am 30. November stellvertretender Assistant Quartermaster-General der Armee.
1877 heiratete Butler Elizabeth Thompson, eine bekannte Malerin von Schlachtgemälden (The Roll Call, 1874; Quatre Bras, 1875; Scotland Forever!, 1881).
Ende Februar 1879 ging Butler wieder nach Südafrika, um am Zulukrieg teilzunehmen. Dort blieb er bis zum Ende des Jahres, nahm aber als Standortkommandant von Durban nicht an den Kampfhandlungen teil. Er wurde abermals im Kriegsbericht erwähnt und am 21. April 1880 zum Brevet-Lieutenant-Colonel ernannt.
Vom 1. Juli 1880 bis Ende August 1884 war Butler, mit Ausnahme der Zeit von August bis Oktober 1882, als er in Wolseleys Stab an der Expedition zur Niederschlagung des Urabi-Aufstandes in Ägypten teilnahm, Stabsoffizier in Devonport. Er nahm an der Schlacht von Tel-el-Kebir teil, in der die ägyptische Armee zerschlagen wurde, wurde wieder im Kriegsbericht erwähnt (The London Gazette, 2. November 1882), erhielt die Feldzugsmedaille mit Spange, den Medjidieh-Orden 3. Klasse und den Bronze Star. Am 18. November 1882 wurde er im Rang eines Colonels Adjutant der Königin.

### Sudan, Karthum, Giniss
Als 1884 die Gordon Relief Expedition zur Rettung Gordons und zum Entsatz von Khartum vor dem Mahdi-Aufstand diskutiert wurde, fragte Wolseley Butler um Rat. Butler setzte sich sehr dafür ein, mit Booten den Nil aufwärtszufahren, wie es auch bei der Red-River-Expedition gemacht worden war. Er hatte Gordon einige Jahre zuvor kennengelernt und war von ihm sehr beeindruckt. Er erachtete die Rettungsaktion als “the very first war during the Victorian era, in which the object was entirely noble and worthy”. Am 12. August erhielt er das Kommando über 400 Boote, die innerhalb eines Monats ausgerüstet und einsatzbereit waren; einige davon waren schon auf dem Weg. Butler reiste im September nach Ägypten und bemühte sich den nächsten drei Monaten, die Boote und die Soldaten über die Nil-Katarakte befördern zu lassen. Nachdem das erreicht war, ging er ins Hauptquartier in Korti und wurde General Earles River Column zugeteilt.
Der Sieg bei Kirbekan am 10. Februar 1885 ist weitgehend ihm zu verdanken, da er das Gelände, auf dem die Mahdisten sich aufgestellt hatten, erkundet hatte und Earle überzeugen konnte, die Mahdisten nicht frontal anzugreifen, sondern sie zu einer Schwenkung zu zwingen. Als die Kolonne nilabwärts abrückte, übernahm Butler das Kommando über die Nachhut, die in Meroë zurückblieb. Im Juni führte er seine Truppe nach Dongola und kehrte nach England zurück. Er wurde wiederum im Kriegsbericht erwähnt (The London Gazette, 10. April und 25. August 1885) und erhielt zwei Spangen.
Großbritannien unternahm in den nächsten zehn Jahre keine weitere Versuche, in den Sudan vorzudringen und beschränkte sich darauf, einige wenige Stützpunkte zu unterhalten. Nur Suakin und Wadi Halfa, in der Nähe der ägyptischen Grenze, blieben besetzt. Im September kehrte Butler nach Wadi Halfa zurück. Er erhielt am 1. Juli 1885 im lokalen Rang eines Brigadier-Generals das Kommando über die Truppen an der Grenze zum Sudan. Im Dezember marschierten die Mahdisten erneut von Dongola heran und griffen ihn bei Kosheh an. Butler hatte vier Bataillone, zwei davon britisch, einige Kavallerie und aufgesessene Infanterie. Er hatte außerdem einige Forts errichten lassen. Die Mahdisten unterbrachen die Eisenbahnlinie, konnten aber sonst wenig erreichen und wurden, als Ende des Monats Verstärkungen von Kairo herangerückt waren, bei Giniss entscheidend geschlagen. Butler kommandierte in dieser Schlacht eine der beiden Brigaden in General Stephensons Streitmacht und wurde wieder im Kriegsbericht erwähnt (The London Gazette, 6. Februar 1886). Vier britische Bataillone wurden unter seinem Kommando in Wadi Halfa zurückgelassen, litten aber sehr unter der großen Hitze. Daher wurden sie im Mai durch ägyptische Truppen ersetzt und Butler selbst Ende Juni krankheitshalber abgelöst.

### England
Er kehrte verbittert nach England zurück. Er hatte für seine Anstrengungen keinen Lohn erhalten, seine Warnungen und Proteste stießen auf Widerstand und es gab keine neue Verwendung für ihn. Am 25. November wurde er als Knight Commander des Order of the Bath (KCB) geadelt und verbrachte die nächsten zwei Jahre in Irland und Großbritannien. Er schrieb The Campaign of the Cataracts, das 1885 erschien, und schloss, selbst ein Verfechter der Home-Rule-Politik, enge Freundschaft mit Charles Stewart Parnell. Im Herbst 1888 führte er zusammen mit Colonel Macgregor eine Untersuchung im Ordnance Store Department durch. Der Bericht, den er entworfen hatte, wies der zivilen Verwaltung des Kriegsministeriums soviel Schuld zu, dass er nicht veröffentlicht wurde. Während des Jahres 1889 war Butler mit Verhandlungen zum Ankauf von Armeedepots im Süden und Osten von London beschäftigt.

### Ägypten
Mit seiner Frau unternahm Butler 1885–1892 ausgedehnte Reisen. Unter anderem besuchten sie Palästina, aus religiösem Interesse und auch, um die Stätten der napoleonischen Kriege aufzusuchen. Butler gab 1887 The campaign of the cataracts heraus, seine Aufzeichnungen über die Gordon Relief Expedition, welches von seiner Frau illustriert wurde.
Im Februar 1890 ging Butler wieder nach Ägypten, um das Kommando über die Garnison von Alexandria zu übernehmen.
Am 7. Dezember 1892 wurde er zum Major-General befördert und erhielt am 11. November das Kommando über eine Brigade in Aldershot, Hampshire. Am 24. Februar wechselte er zum Kommando des südöstlichen Distrikts und erhielt am 12. Dezember 1894 eine Auszeichnung für seine Dienste.

### Südafrika II
1898 folgte er im lokalen Rang eines Lieutenant-Generals dem verstorbenen General William Howley Goodenough als Oberbefehlshaber in Südafrika. Während der Abwesenheit Sir Alfred Milners war er für kurze Zeit (2. November 1898 bis 14. Februar 1899) auch vertretungsweise Hochkommissar in Südafrika. Nach Milners Rückkehr im Februar 1899 wurde Butler von den Aufgaben der Zivilverwaltung entpflichtet. Er hatte den Auftrag erhalten, für den Fall plötzlich ausbrechender Feindseligkeiten einen Verteidigungsplan für die Kapkolonie und die Kolonie Natal auszuarbeiten. Er reiste deshalb nach Natal und erarbeitete seinen Plan, behielt ihn aber, da er mit der Ablehnung desselben durch das Kriegsministerium rechnete, für sich, bis er im Juni entschieden zur Abgabe aufgefordert wurde.
Seine Beziehung zum Hochkommissar war wegen Meinungsunterschieden über die Lage gespannt. Für Butler war alles nur “a plot to force war on the Transvaal”, den er mit allen Mitteln zu verhindern suchte. Eine Rüge des Kriegsministeriums führte schließlich dazu, dass er am 4. Juli seinen Abschied einreichte, der angenommen wurde. Er übergab sein Kommando am 23. August und kehrte nach England zurück.

### Western Distrikt
Dort übernahm er am 8. September 1899 das Kommando über den Western District. Butler hielt dieses Kommando sechs Jahre. Unterbrochen wurde diese Zeit von den vier Monaten, die er Ende 1900/Anfang 1901 die Garnison Aldershot anstelle Redvers Bullers kommandierte, der den Oberbefehl im Burenkrieg übernahm. Butler wurde am 9. Oktober 1900 zum Lieutenant-General befördert. Im Februar 1903 sagte er vor der Kommission über den Burenkrieg aus. Im Frühjahr 1905 führte er den Vorsitz im Komitee über die Verwendung der militärischen Vorratslager in Südafrika. Sein Bericht vom 22. Mai führte dazu, dass eine Kommission unter dem Vorsitz von Sir George Farwell gebildet wurde, die seine scharfe Kritik abmilderte.

### Ruhestand
Am 31. Oktober 1905 wurde er nach Erreichen des Pensionsalters von 67 Jahren auf die Ruhestandsliste gesetzt. Im Juni 1906 wurde er zum Knight Grand Cross des Order of the Bath erhoben und wurde 1909 in den irischen Staatsrat (Privy Council) berufen. Er wurde Gouverneur der Royal Hibernian Military School, Senatsmitglied der National University of Ireland und Mitglied des Board of National Education in Irland.
Butler starb am 7. Juni 1910 auf dem Anwesen Bansha Castle in Bansha im irischen County Tipperary, wo er seit seinem Ruhestand seinen Wohnsitz hatte, und wurde mit militärischen Ehren in der Familiengrabstätte in Killardry beigesetzt. Er hinterließ seine Frau, die seine unvollendeten Memoiren herausgab, drei Söhne und zwei Töchter. Die jüngste Tochter, Eileen, heiratete 1912 Jenico Preston, Viscount Gormanston.

## Werke
Butlers reichhaltige Publikationen umfassen erzählende Literatur und Reiseberichte. Er schrieb auch viele autobiographische Berichte, die größtenteils postum von seiner Witwe herausgegeben wurden.
- The Great Lone Land; a Narrative of Travel and Adventure in the North-West of America. London, 1872
- The Wild North Land: Being the Story of a Winter Journey, with Dogs, Across Northern North America. London, 1873
- Far out: Rovings retold, 1880
- Red Cloud, the Solitary Sioux, 1882
- Charles George Gordon, 1889
- Sir Charles Napier, 1890
- Sir George Pomeroy Colley, 1899
- From Naboth’s Vineyard: being Impressions formed during a Fourth Visit to South Africa, 1907
- The Light of the West, with some other Wayside Thoughts, 1909
- From Sketch Book and Diary, Adam & Charles Black, 1909
- Sir William Butler: An Autobiography (1911, herausgegeben von seiner jüngsten Tochter)
- An Autobiography, with Illustrations from Sketches by the Author (1922, herausgegeben von seiner Frau)